# Bazilika Navštívení Panny Marie (Svatý Kopeček)
Bazilika Navštívení Panny Marie je poutní barokní kostel (bazilika minor), který se nachází v areálu premonstrátského proboštství na Svatém Kopečku u Olomouce, na Návrší Jana Pavla II. Velkolepá stavba je významnou dominantou v okrese Olomouc a v roce 2018 byl celý areál prohlášen národní kulturní památkou České republiky. Vzácný reliéf Panny Marie s děťátkem, který je vystaven v interiéru baziliky, je považován za paládium kraje Haná.

## Historie

### Kaple (17. století)
V letech 1629–1633 nechal na tomto místě, původně nazývaném Svatá Hora, olomoucký měšťan Jan Andrýsek postavit kapli zasvěcenou Panně Marii. Stála na zalesněném kopci na pozemku, který byl v majetku premonstrátského kláštera Hradisko. Její nejvzácnější výzdobou byl oltář s kamenným reliéfem Panny Marie s Děťátkem, kterému poutníci přikládali zázračnou moc. V roce 1645 byla kaple zničena při požáru úmyslně založeném švédským vojákem. V poválečném období se obnovená kaple i se zachráněným svatým obrazem stala cílem poutníků z širokého okolí.

### Kostel (17.–19. století)

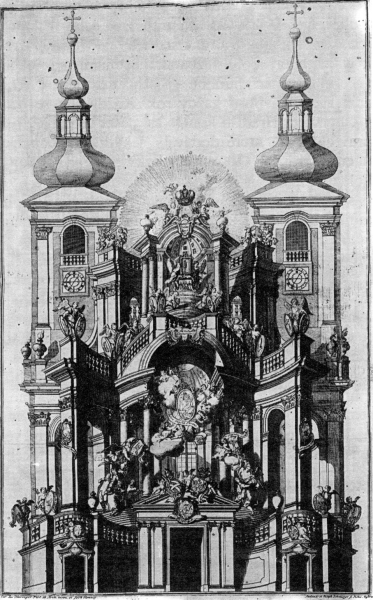
Dekorace portálu svatokopeckého chrámu při korunovačních slavnostech Panny Marie za královnu Moravy

Kaple byla nahrazena novým kostelem, který byl vybudován premonstráty v letech 1669–1679. Za autora projektu je obvykle pokládán Giovanni Pietro Tencalla. Nový kostel vysvětil 1. října 1679 olomoucký biskup Karel II. z Lichtensteinu-Castelcorna. Brzy po vysvěcení kostela zde každoročně putovalo více než 50 tisíc poutníků a jejich počet stále rostl. Kolem roku 1700 se počet poutníků pohyboval mezi 120–130 tisíci ročně. Spolu s růstem počtu poutníků rostl i počet kněží, kteří zde působili z jednoho (v roce 1672) na dvacet (v roce 1700). Na počátku 18. století se v kostele každoročně odsloužilo více než šest tisíc mší.
V roce 1714 italský architekt Domenico Martinelli přistavěl ke stranám chrámu patrové budovy, které sloužily k reprezentativním a obytným účelům. K dalším přestavbám došlo v letech 1721–1732, v této periodě chrám dostal nový interiér, který vytvořil italský sochař a štukatér Baldassar Fontana.
V roce 1732 proběhly v bazilice v rychlém sledu za sebou dvě velké barokní slavnosti. Nejdříve, 8. září, proběhla jubilejní slavnost na připomínku 100 let od vzniku poutního místa. Slavnosti se účastnil i sekavský (a později olomoucký) biskup Jakub Arnošt z Lichtensteinu-Castelcorna. Večer po skončení bohoslužeb byl před Svatým Kopečkem inscenován „oheň kunstovný“. Po celý oktáv mířily do baziliky procesí z celé Moravy, přičemž např. jen v procesí z Uničova dorazilo kolem 5 tisíc poutníků. Ještě větší nádhery dosáhla následující slavnost korunovační. O korunovaci milostného reliéfu se četnými přímluvami v Římě přičinil olomoucký biskup Wolfgang Hannibal ze Schrattenbachu. Na rozdíl od předchozí korunovace Madony svatohorské i následující korunovace Madony svatotomášské uhradila zhotovení korunek Vatikánská kapitula ze Sforzovy nadace. Korunky z Říma na Moravu přivezl sám kardinál Schrattenbach a předal je hradišťskému opatovi Norbertu Umlauffovi, který je 18. září přivezl na Svatý Kopeček. Večer před korunovací byl slavnostně vyzdoben Svatý Kopeček i cesta k němu, celá Olomouc i blízký klášter Hradisko. Samotná korunovace se odehrála 21. září.
Obě zmiňované slavnosti navštívilo dohromady asi 100 tisíc poutníků. V té době byly z Říma získány pro chrám i ostatky 14. papeže prvomučedníka římského svatého Viktora a umístěny v prosklené rakvi na pravém pilíři chrámové klenby (nyní jsou ostatky sv. Viktora součástí monumentálního sousedního barokního jižního oltáře).
V roce 1784 byl výnosem císaře Josefa II. zrušen klášter na Hradisku a současně i svatokopecké převorství. V roce 1785 byla na Svatém Kopečku zřízena samostatná fara. V následujících letech kostel i celý areál z důvodu nedostatku finančních prostředků chátral. V roce 1846 se dostal do správy premonstrátů strahovského kláštera, kteří dbali o obnovu a údržbu poutního místa.

### Bazilika (20. století)
V závěru 2. světové války byl poutní chrám v noci ze 6. na 7. května 1945 poškozen střelbou a ohněm. Během následujících let byly obnoveny chrámové věže a vnější fasády. Od roku 1950 byl areál, po násilném vyhnání premonstrátů komunistickým režimem, ve správě diecézních kněží. V únoru 1990 byl znovu předán strahovským premonstrátům. Jejich zásluhou zde vzniklo nové kulturně-duchovní centrum města Olomouce. Vytvořili podmínky pro činnost chrámového sboru a Matice svatokopecké, pořádání výstav, přednášek a podobných akcí. 

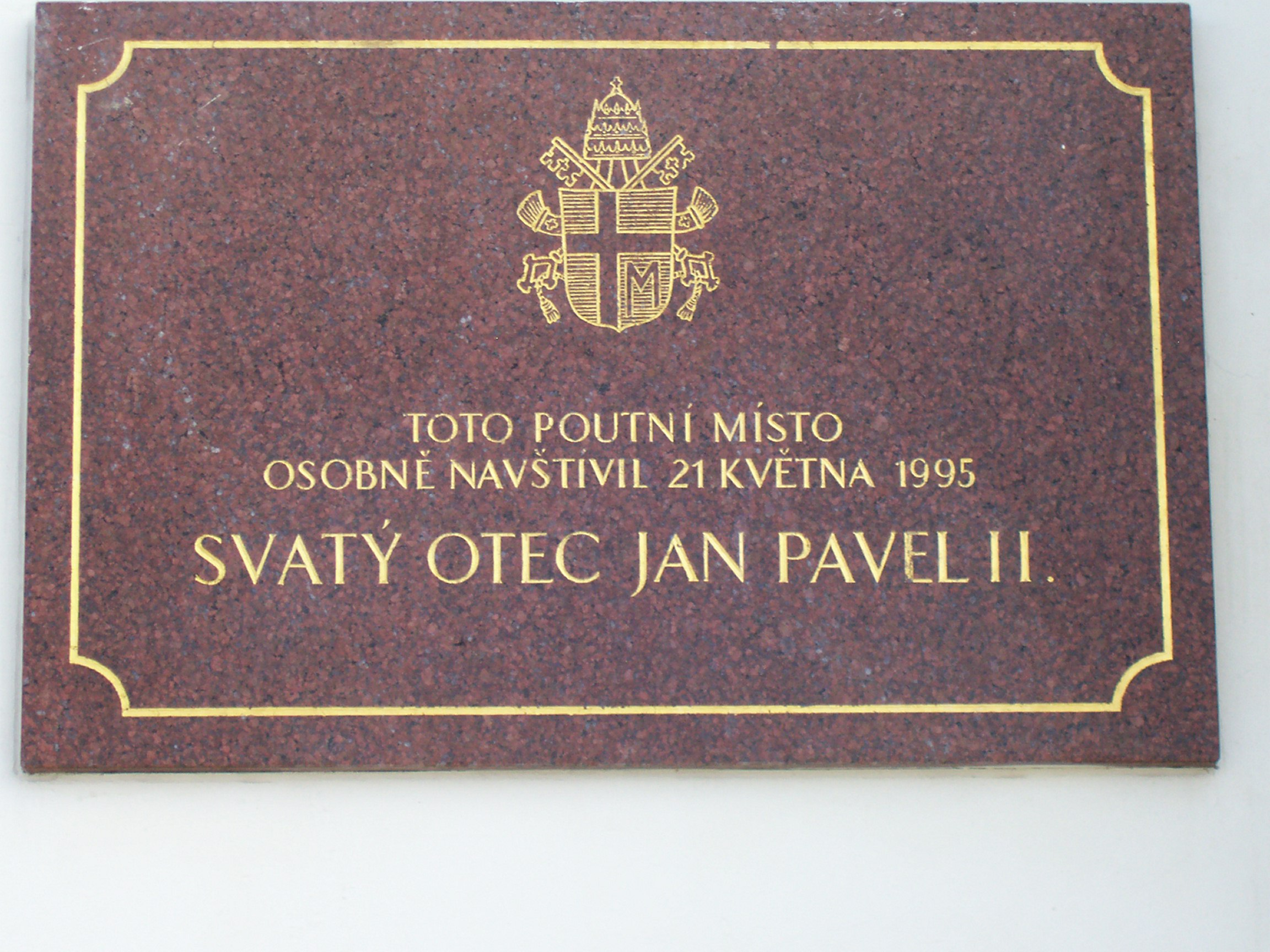
Pamětní deska na fasádě baziliky: „Toto poutní místo osobně navštívil 21. května 1995 Svatý otec Jan Pavel II.“

Dne 21. května 1995 navštívil Svatý Kopeček papež Jan Pavel II., jehož dekretem byl zdejšímu kostelu také 11. dubna 1995 udělen čestný titul „bazilika minor“. Na pilíři je od 17. května 2015 umístěn relikviář s ostatky (krví) sv. Jana Pavla II., na památku 20. výročí jeho návštěvy této baziliky, které sem osobně přivezl krakovský arcibiskup Stanisław kardinál Dziwisz. Shromáždění věřících v chrámu po mši pozdravil prostřednictvím velkoplošné obrazovky instalované před hlavním oltářem po modlitbě „Anděl Páně“ z Říma papež František.
Ve čtvrtek 17. srpna 2017 proběhla před bazilikou slavnostní bohoslužba a církevní kulturní pořad (se vzpomínkou na zdejší návštěvu sv. Jana Pavla II. „Svatý Kopeček je plný mých oveček“ na velkoplošných obrazovkách) zakončený ohňostrojem v rámci Celostátního setkání mládeže v Olomouci (15. až 20. srpna 2017). Celebroval j.e. biskup František Václav Lobkowicz za účasti primase českého kardinála Dominika Duky, moravského metropolity olomouckého arcibiskupa Jana Graubnera, Stanisława kardinála Dziwisze, biskupského a kněžského sboru české a moravské církevní provincie, hudebních souborů „Srdcaři“ z Prahy a „Sněženky“ z Olomouce a desetitisíc mladých věřících, až do pozdních večerních hodin.

### Stavební a restaurátorská obnova areálu (21. století)
V letech 1996 až 1998 byla provedena generální oprava kůru, při které byly instalovány nové varhany, restaurovány všechny plastiky a stropní freska.
V letech 2003–2007 byly provedeny rozsáhlé práce na objektech chrámu, rezidenci a ambitu. Došlo k výměně krovů, střešních krytin, oken, opravě vnějších fasád. Bylo restaurováno 14 soch z atik na rezidenčních křídlech. V roce 2006 byly pořízeny dva nové zvony Maria (820 kg) a Jáchym (600 kg) náhradou za válečné ztráty. V rámci Programu záchrany architektonického dědictví bylo v roce 2003 na opravu památky čerpáno 1 000 000 Kč.
V letech 2007–2009 proběhla I. etapa obnovy interiérů baziliky, při které byla restaurována výzdoba kleneb a kupolí.V prostorách severní rezidence u svatých schodů bylo v roce 2008 zřízeno Muzeum Matice svatokopecké. V letech 2011–2013 byla provedena úprava vnějšího prostoru před vstupem do baziliky, při níž byly restaurovány sochy na průčelí, opravena balustráda a kamenné schodiště. V letech 2018–2020 proběhla celková rekonstrukce interiéru baziliky v rámci II. etapy projektu obnovy areálu, při které byly opraveny omítky, fasády, okna, ale i elektroinstalace, osvětlení, vytápění a ozvučení celé historické památky. Důležitou součástí byla také instalace nových zabezpečovacích a protipožárních systémů. Restaurovala se i umělecká díla jako sochy, malby, vitráže, oltář, kazatelna a celý historický mobiliář. V rámci obnovy, kterou provedl tým 30 restaurátorů různých odborností pod vedením akademického sochaře a restaurátora René Tikala, byly upraveny i Svaté schody a muzeum Matice svatokopecké. Náklady rekonstrukce činily celkem 114 milionů korun, podstatnou část pokryla dotace EU.

## Správa baziliky
Po zrušení kláštera na Hradisku převzal správu areálu Strahovský klášter. V roce 1902 zde strahovský premonstrát Vojtěch Frejka obnovil ženskou větev premonstrátského řádu – založil Kongregaci sester premonstrátek. Duchovní správu Svatého Kopečka vedou strahovští premonstráti dodnes (na místní faře žije jejich malá komunita). Kongregační premonstrátky zde rovněž provozují hospic.

## Bazilika v datech
- 1629–1633: měšťan Jan Andrýsek dal postavit malou kapli
- 1645: kaple zapálena a pobořena švédskými vojsky
- 1650–1660: kaple obnovena řeholníky z kláštera Hradisko
- 1669–1679: postaven poutní chrám Navštívení Panny Marie. Kostel projektoval Giovanni Pietro Tencalla. Součástí areálu se stala i budova proboštství,[15] coby zázemí pro duchovní správu poutního místa (proboštství bylo podřízeno premonstrátské kanonii na Hradisku).
- 1710: poutní chrám byl ustanoven převorstvím
- 1714–1721: kostel doplněn o dvě boční křídla (rezidenci) a ambit s kaplí Panny Marie podle návrhu Domenica Martinelliho
- 1718: výzdoba interiéru podle návrhu Baltazara Fontany
- 1748: kostel navštívila Marie Terezie se svým manželem
- květen 1995: poutní chrám byl při návštěvě Jana Pavla II. (a jeho setkání s mládeží před bazilikou a papežské korunovaci Mariánského reliéfu) prohlášen za tzv. baziliku minor (neděle 21. května 1995)
- květen 2015: převzetí a uložení ostatků Jana Pavla II. u příležitosti 20. výročí jeho návštěvy Svatého Kopečku. Mši celebroval Stanisław kardinál Dziwisz a olomoucký arcibiskup Jan Graubner (neděle 17. května 2015)

## Okolí poutního místa

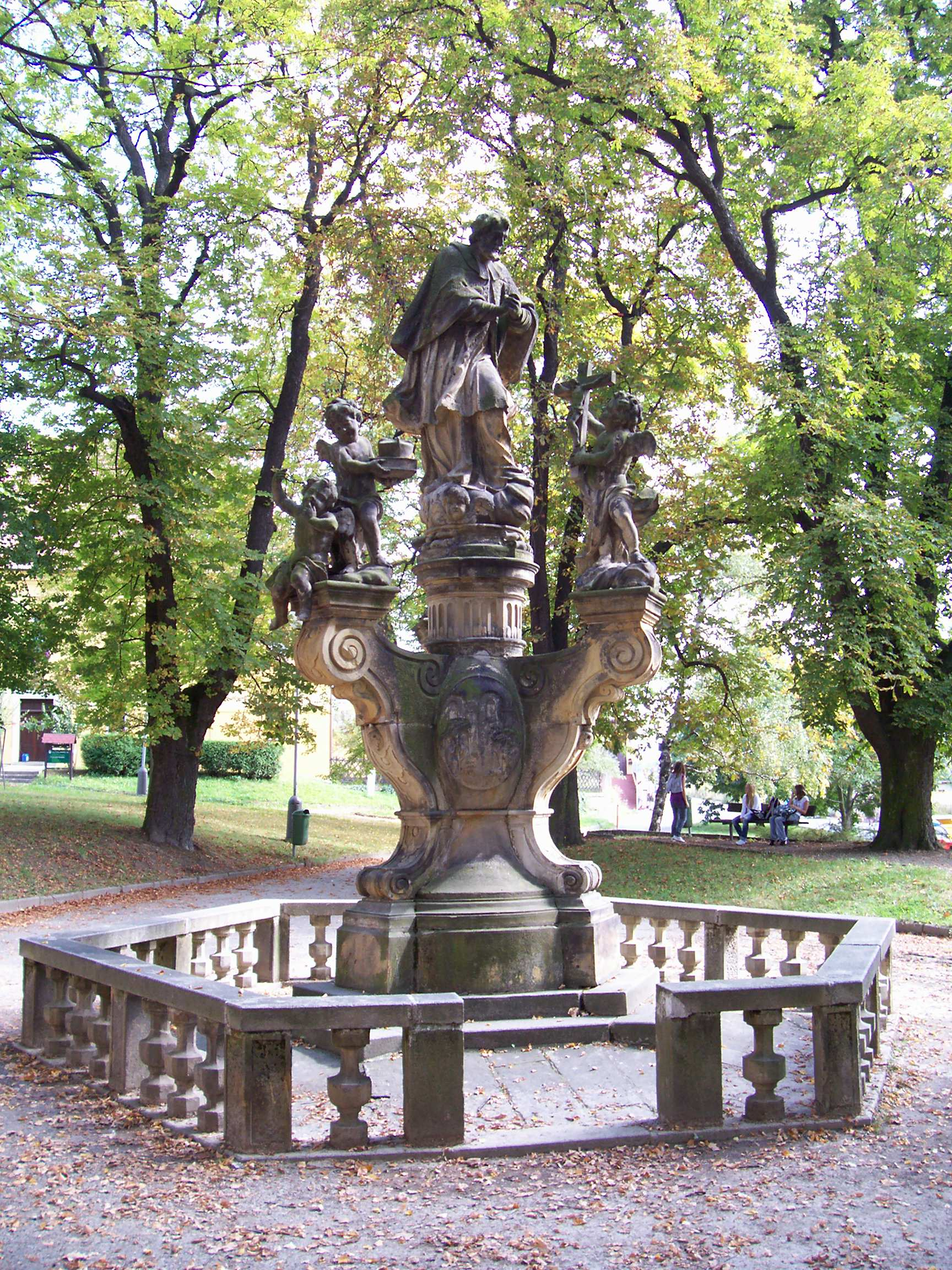
socha sv. Jana Nepomuckého na Sadovém náměstí

Od kláštera Hradisko vede k bazilice historická poutní alej doplněná kaplemi a sochami. Její součástí je kostel sv. Barbory, sousoší poutníka a anděla s reliéfem Panny Marie Svatokopecké, soubor šesti sloupů se sochami Krista a Panny Marie a sochy sv. Jana Nepomuckého a sv. Tadeáše. Alej je chráněna jako nemovitá kulturní památka České republiky.
Součástí památkově chráněného areálu je velké barokní sousoší sv. Jana Nepomuckého, které stoji na volném prostranství na Sadovém náměstí. Dílo z let 1740 až 1745 je připisováno Jiřímu Antonínu Heinzovi. Sestává z vysokého podstavce, na kterém uprostřed stojí socha sv. Jana Nepomuckého v nadživotní velikosti, na třech stranách vystupují nižší volutové konzoly, které nesou figury andílků. Sousoší je ohrazeno kamennou šestibokou balustrádou. Na střední části podstavce jsou reliéfy vztahující se k životu tohoto světce.
V blízkosti chrámu je kříž věnovaný v r. 1909 manžely Skládalovými, prarodiči Jiřího Wolkera, jako projev radosti nad narozením vnuka, jenž u oblíbené babičky Anežky později trávíval prázdniny.

## Popis

### Areál
Barokní poutní kostel Navštívení Panny Marie na Svatém Kopečku s dvouvěžovým průčelím je výraznou dominantou krajiny v okolí Olomouce. Tvoří hlavní část uzavřeného poutního areálu, který sestává z chrámu, dále obytných a účelových budov a ambitu. Hlavní osa baziliky nesměřuje od východu k západu, ale chrám je pootočen průčelím k mateřskému klášteru Hradisko, vzdálenému asi 6 km. Kostel projektoval Giovanni Pietro Tencalla a je příkladem barokní krajinné kompozice.
K budově chrámu přiléhají po stranách rezidenční křídla s atikou nesoucí sochy 12 apoštolů a dvou světců. Celková délka průčelí je 97 metrů. Kolmo na ně navazují jednopatrová křídla, která po bocích kostela vytvářejí nestejně velké dvorní trakty. Severní trakt uzavírá objekt se svatými schody a zimní kaple. Za presbytářem kostela je rozsáhlé půlkruhové nádvoří se sousoším sv. Norberta. a otevřeným ambitem s křížovou cestou, do jehož středu je vestavěna kaple Jména Panny Marie. Po stranách jsou v ambitu ještě dvě menší kaple sv. Petra a sv. Maří Magdaleny. Architektem této části areálu, která vznikla v letech 1714–1721, byl Domenico Martinelli.   

### Bazilika
Základem celého areálu je monumentální poutní chrám, věnovaný již svým názvem pouti Panny Marie do Judských hor, za Alžbětou a jejím manželem Zachariášem, žijících v Ejn Kerem, pozdějším rodišti Jana Křtitele, spojené s Mariiným chvalozpěvem Magnificat. Svátek „navštívení“ je připomínán poslední květnový den (31. května).

#### Exteriér
Před průčelím baziliky, které měří 25 metrů, je terasa s kamenným schodištěm opatřená balustrádovým zábradlím a sochařskou výzdobou. Před chrámem na schodišti stojí sochy sv. Cyrila a Metoděje z roku 1909. Průčelí je horizontálně předěleno výrazně vystupující římsou s trojúhelníkovým štítem uprostřed na dvě části. Horní část má po stranách dvě hranolové věže o výšce 45 m s cibulovými střechami s lucernou, propojené atikou. Na každé z věží jsou uprostřed hodiny, pod nimi okno a nad nimi půlkruhově zakončený otvor do prostoru se zvony. V každé věži jsou dva zvony. Ve středu atiky mezi věžemi je výklenek se sochou Panny Marie s Ježíškem.
Spodní části průčelí dominuje bohatě zdobený vstupní portál se supraportou, jejíž součástí jsou tři postavy považované za alegorie božských ctností – víry, naděje a lásky. Vytvořil je v roce 1731 sochař Josef Winterhalder. Mezi postavami je umístěna kamenná deska s latinským nápisem upomínajícím na data a osoby spojené se založením chrámu. Po stranách portálu jsou dva boční vchody. Nad ním je výklenek se sochou svatého Štěpána, patrona kláštera Hradisko. V krajních nikách druhého patra průčelí jsou sochy sv. Augustina (z čelního pohledu vlevo) a sv. Norberta (vpravo). Autorem soch z let 1678–1680 je olomoucký sochař František Zürn.
Půdorys kostela je obdélný s trojbokým závěrem, celková délka je 55 metrů. Boční fasády jsou členěny pouze vpadlými výplněmi, okna většinou s půlkruhovým záklenkem jsou lemována profilovanými kamennými šambránami. Ke hlavní hmotě kostela jsou přičleněny nižší části bočních kaplí, sakristie a oratoří a do plochy dvora směrem severním vybíhající křídlo Svatých schodů. Střechy nad lodí a presbytářem jsou sedlové, závěr má trojbokou jehlanovitou střechu, nižší boční střechy nad kaplemi a sakristií a kupole jsou valbové.

#### Interiér
Baziliku tvoří hlavní loď s osmi bočními kaplemi. Je zakončena presbytářem, který má po stranách v patře oratoře. V oratoři na evangelní (levé) straně jsou instalovány varhany z počátku 18. století. Pod ní je přístup do zimní kaple, sakristie a ke Svatým schodům. Křížení hlavní a příční lodi je zaklenuto velkou kupolí s lucernou (průměr 11,5 m, výška 30 metrů), v níž je umístěna holubice jako symbol Ducha svatého. V patě kupole je ochoz lemovaný balustrádou, přístupný z půdy nad hlavní lodí. V příčné lodi jsou proti sobě vybudovány dvě největší kaple (sv. Josefa a sv. Jáchyma), další čtyři kaple po stranách hlavní lodi mají nižší klenbu a jsou průchozí. Na levé straně jsou to kaple sv. Augustina a sv. Anděla Strážce, na pravé sv. Norberta a sv. Pavlíny, patronky města Olomouce. Dvě menší kaple (Nejdražší krve Kristovy a Bolestné Panny Marie) byly zřízeny v přízemí věží. V místě, kde se dnes nachází boční kaple svaté Pavlíny, stála původní kaple z počátku 17. století.
Na západní straně lodi mezi věžemi je pěvecký kůr s varhanami. Dlažba kostela je z mramoru, položena byla v roce 1977. Pod podlahou jsou tři hrobky, v nichž byli pohřbíváni opati kláštera Hradisko, kněží z řádu premonstrátů a olomoučtí měšťané.
Vnitřní výzdoba chrámu byla provedena ve dvou etapách: v prvním období (1675–79) byla provedena výzdoba klenby, ve druhém období (1722–32, u bočních oltářů do roku 1738) pak výzdoba celého interiéru od hlavních říms dolů. Podílelo se na ní mnoho italských i místních umělců. Klenba nad lodí, v presbytáři a kaplích je celá pokryta plastickou štukovou výzdobou a freskovou malbou.   

##### Presbytář

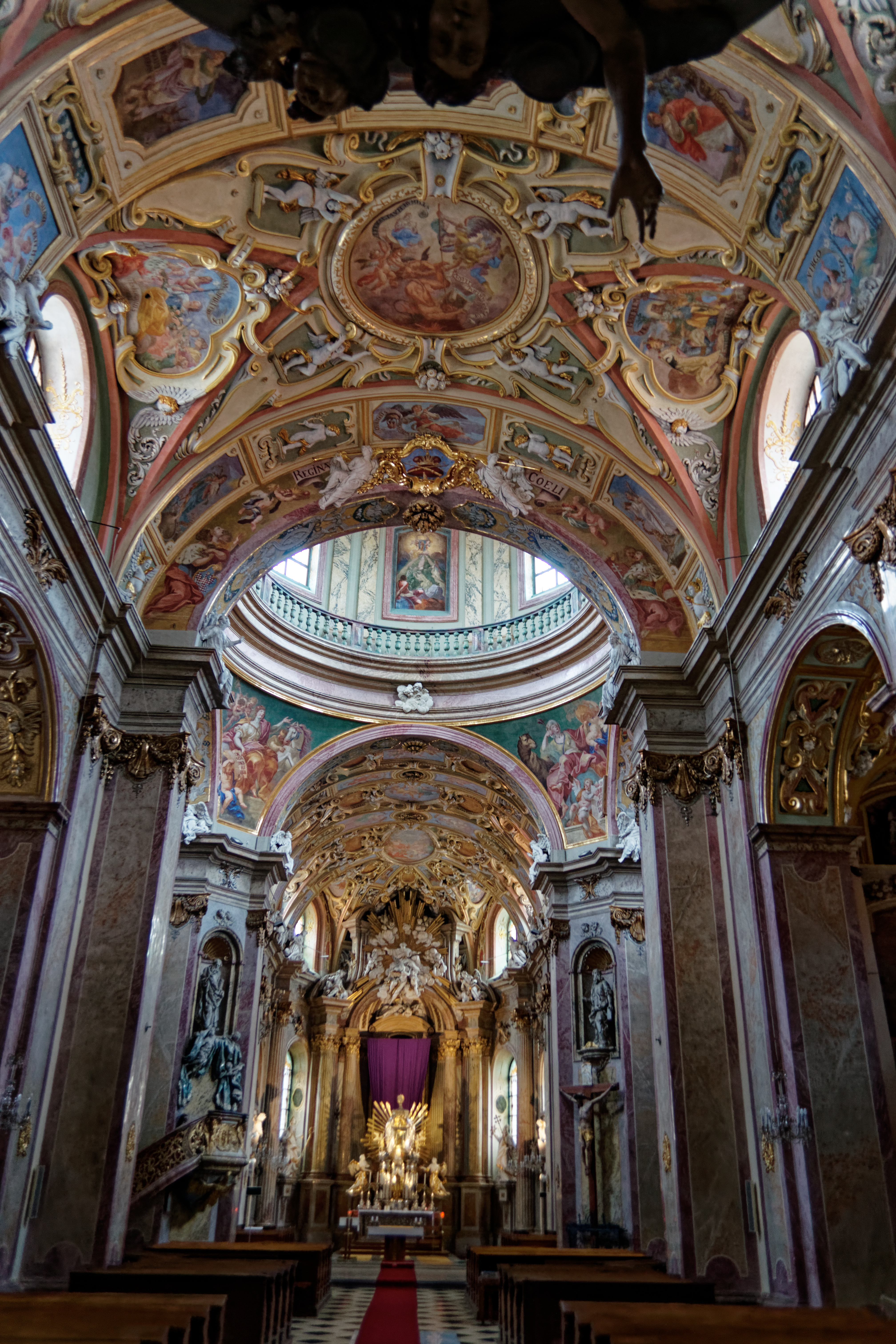
interiér baziliky

Na freskách klenby presbytáře jsou vymalovány v symbolech invokace loretánských litanií. Uprostřed klenby jsou tři velké freskové obrazy: nad hlavním oltářem Nejsvětější Trojice, ve střední části Boží oslava a na třetím čtvercovém obrazu Nanebevzetí Panny Marie. Bohatá štuková výzdoba klenby s lunetami je místy až 30 cm hluboká. Na vysokých podstavcích před okny stojí sochy sv. Augustina a sv. Norberta.
Hlavní oltář byl vytvořen podle návrhu Baltazara Fontany ve 20. až 30. letech 18. století. Tvoří jej dva páry sloupů se štítovým nástavcem a plastickou, bohatě zlacenou výzdobou se sochou Boha Otce, obklopeného figurami andělů. Do středu stěny retabula je vsazen oltářní obraz Navštívení Panny Marie z roku 1677 od vídeňského malíře Johanna Spillenbergera.
Na volně stojící oltářní mense se stříbrným antependiem je upevněn svatostánek s baldachýnem pro milostný mariánský obraz. Po stranách jsou postavy andělů. Milostný obraz je v opuce provedený nízký reliéf Panny Marie s Ježíškem o rozměrech 39×21,5 cm. Reliéf má kolem sebe zlatý plášť ozdobený římskými korunkami a je zasazený v širokém profilovaném stříbrném rámu. 
Novodobá úprava presbytáře s novým mramorovým obětním stolem, ambonem a sedes byla provedena dle projektu Ing. arch. Tomáše Černouška v roce 1977.
Klenbu přilehlých oratoří pokryl freskami s alegorickými postavami oslavujícími ctnosti Panny Marie v roce 1727 olomoucký malíř Jan Kryštof Handke. Pod oratořemi jsou zavěšeny čtyři v mědi tepané postříbřené obrazy s náměty připomínajícími významné události z rané historie kostela. Podle návrhu Josefa Winterhaldera je v roce 1739 zhotovil vídeňský zlatník Jan Josef Wirth. V oratoři na bočním kůru jsou postaveny jednomanuálové varhany z počátku 18. století od varhanáře Jana Davida Siebera. Jedná se o jedny z nejstarších dochovaných varhan v původním stavu na Moravě. Boční dveře z presbytáře na obě strany jsou bohatě zdobené reliéfními řezbami s biblickými náměty.

##### Hlavní loď
Valená klenba s lunetami v chrámové lodi je pokryta rozměrnými štukovými kartušemi s výraznou figurální výzdobou. Freskové obrazy malované do mokré omítky mají zářivější barvy a jejich námětem je oslava Panny Marie. Na vítězném oblouku se nachází malba připomínající korunovaci milostného obrazu z roku 1732 a znaky všech zemí tehdejší rakouské monarchie. Klenba kupole je zdobena štukami, které vytvářejí šest kartuší s freskovou malbou. Obrazy představují události ze života šesti starozákonných žen a jsou doplněny invokacemi modlitby Zdrávas královno. Spolu s dalšími dvěma freskovými obrazy ve slepých oknech jsou dílem vídeňského mistra Jana Stegra. Do pendentivů pod kupolí namaloval Jan Kryštof Handke v roce 1731 alegorické postavy čtyř světadílů: Evropa, Asie, Afrika a Amerika. Pod kopulí jsou umístěny v nikách čtyř pilířů sochy evangelistů Matouše, Marka, Lukáše a Jana, práce Michaela a Davida Zürnových. Při levém pilíři navazujícím na presbytář je kazatelna bez stříšky, dílo sochaře Josefa Winterhaldera z roku 1731.  
Klenbu hlavní lodi zdobí dvě velké oválné fresky zobrazující Mariinu odevzdanost Bohu a boj archanděla Michaela s ďáblem. Ve čtyřech okenních lunetách je vyjádřen zpěv chvály Panně Marii čtyřmi lidskými věky – dětstvím, mládím, dospělostí a stářím. Štuková a fresková výzdoba je zachována i v osmi boční kaplích s oltáři přistavenými přímo k chrámové stěně. Nad každým z oltářů je prolomeno okno s půlkruhovým zakončením. Obrazy jsou dílem Jana Kryštofa Handkeho, Franse de Neve, Pavla Trogera a dalších.
Vysokou úrovní štukové a plastické výzdoby se vyznačuje kruchta na západní straně lodi. Původně v ní stály barokní varhany vyrobené v dílně varhanáře Davida Siebera z Brna v letech 1722–1725. V průběhu let byl nástroj několikrát opravován a přestavěn. V letech 1995–1998 byl do restaurovaných varhanních skříní vestavěn nový nástroj vyrobený varhanářskou dílnou bratří Stavinohových z Valašského Meziříčí.

##### Vedlejší prostory
Vchodem u kazatelny se vstupuje do prostor přiléhajících k severní straně baziliky. Krátkou chodbou, v niž se nachází rozměrná barokní dřevěná plastika Madony, lze vstoupit do zimní kaple. V této části byly zřízeny tzv. svaté schody, jako připomínka 28 schodů v jeruzalémském paláci, po nichž Kristus vystupoval před svým slyšením u Piláta. Ve vrcholové části schodiště je Pieta od sochaře Jiřího Antonína Heinze. Výmalba těchto prostor je z větší části dílem Jana Kryštofa Handkeho. V chodbách u svatých schodů bylo v roce 2008 zřízeno Muzeum Matice svatokopecké.

### Ostatní objekty

#### Rezidence
Obě křídla dvoupodlažních rezidencí mají na fasádě sedm pilastrů a mezi nimi dvě řady obdélníkových oken s kamenným ostěním. Profilovaná horizontální římsa nese atiku zdobenou sochami světců nad každým pilastrem. Na severní budově (ve směru od věže) jsou to Petr, Ondřej, Jan, Jakub ml., Bartoloměj, Šimon a Šebestián. Na budově jižní (od věže) Filip, Jakub st., Tomáš, Matěj, Matouš, Tadeáš, Roch. Jsou dílem Jana Sturmera z roku 1725, později upravené Josefem Winterhalderem.
Jižní rezidence má dvě křídla, které v půdorysu tvoří obrácené písmeno T. V přízemí vedle kostela je průjezd do nádvoří, svažitý terén byl využit k vytvoření otevřeného obloukového průchodu pod budovou na přilehlé náměstí s kupeckými krámky. Do dvora vede dvouramenné schodiště a krátkým krčkem je budova spojena s chrámem.

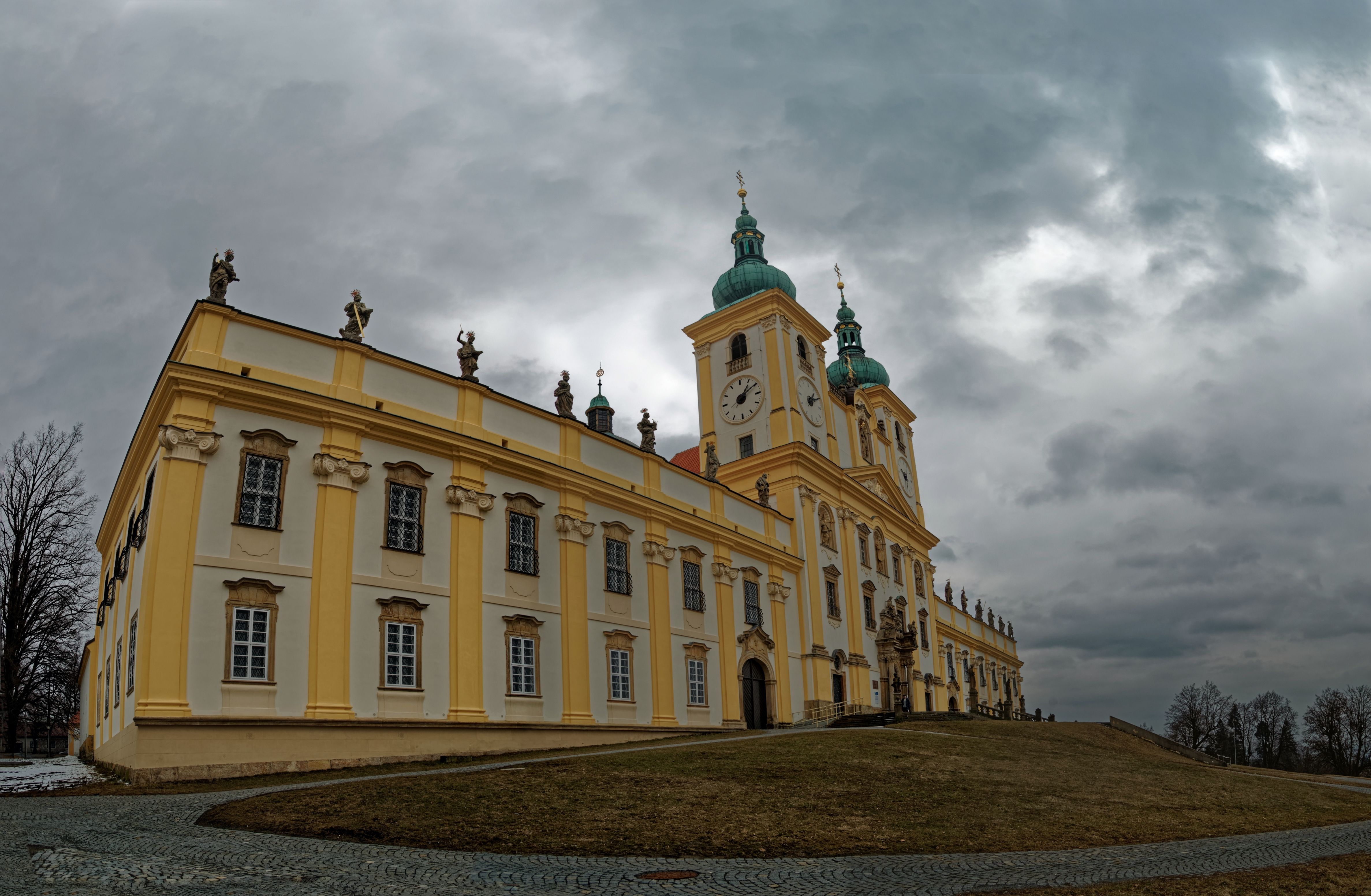
severní rezidence

Jižní křídlo slouží jako proboštská rezidence a v patře se nachází několik historických reprezentačních sálů. Slavnostní Andrýskův sál má bohatou štukovou výzdobu a jeho stěny jsou potaženy malovanými textilními tapetami s náměty svatokopecké mariánské legendy od Pavla Trogera. Na stropě je upevněna velká olejomalba od J. K. Handkeho, zobrazující sv. Norberta pod Kristovým křížem a budovy Hradiska a Svatého Kopečka. Na něj navazuje malý Čínský sál s malbou čínských motivů na zdech a dále velký Francouzský sál s obrazovými portréty bývalých opatů z kláštera Hradisko. Místnosti a chodba v přízemí jsou zaklenuty valenou klenbou s výsečemi, sály v patře mají plochý strop.  
Severní rezidence s půdorysem ve tvaru písmene L slouží k ubytování. V nároží v patře je menší klenutý sál zdobený štukovými ornamenty a nástropní malbou. Na boční straně byl později přistavěno několik nižších objektů, které jsou využívány k provozním účelům.

#### Ambit
Na východní straně poutního areálu je travnaté nádvoří uzavřené půlkruhovým ambitem, který zvenčí tvoří plná zeď. Do nádvoří je otevřený arkádou s půlkruhovými otvory. Ve výklencích na stěnách bylo v roce 1940 osazeno čtrnáct zastavení křížové cesty. Štukové reliéfy zasazené do pseudobarokních rámů zhotovil olomoucký řezbář Jaroslav Kubeček. V závěru jižního křídla ambitu se nachází pískovcová plastika sochaře Julia Pelikána z roku 1948, která připomíná oběti světových válek.
V bočních stranách ambitu jsou vloženy dvě kaple kajícníků, které štukami vyzdobil Baltazar Fontana. Kaple sv. Petra a sv. Marie Magdalény jsou otevřené směrem do nádvoří, mají trojúhelníkový štít a sedlovou střechu.  

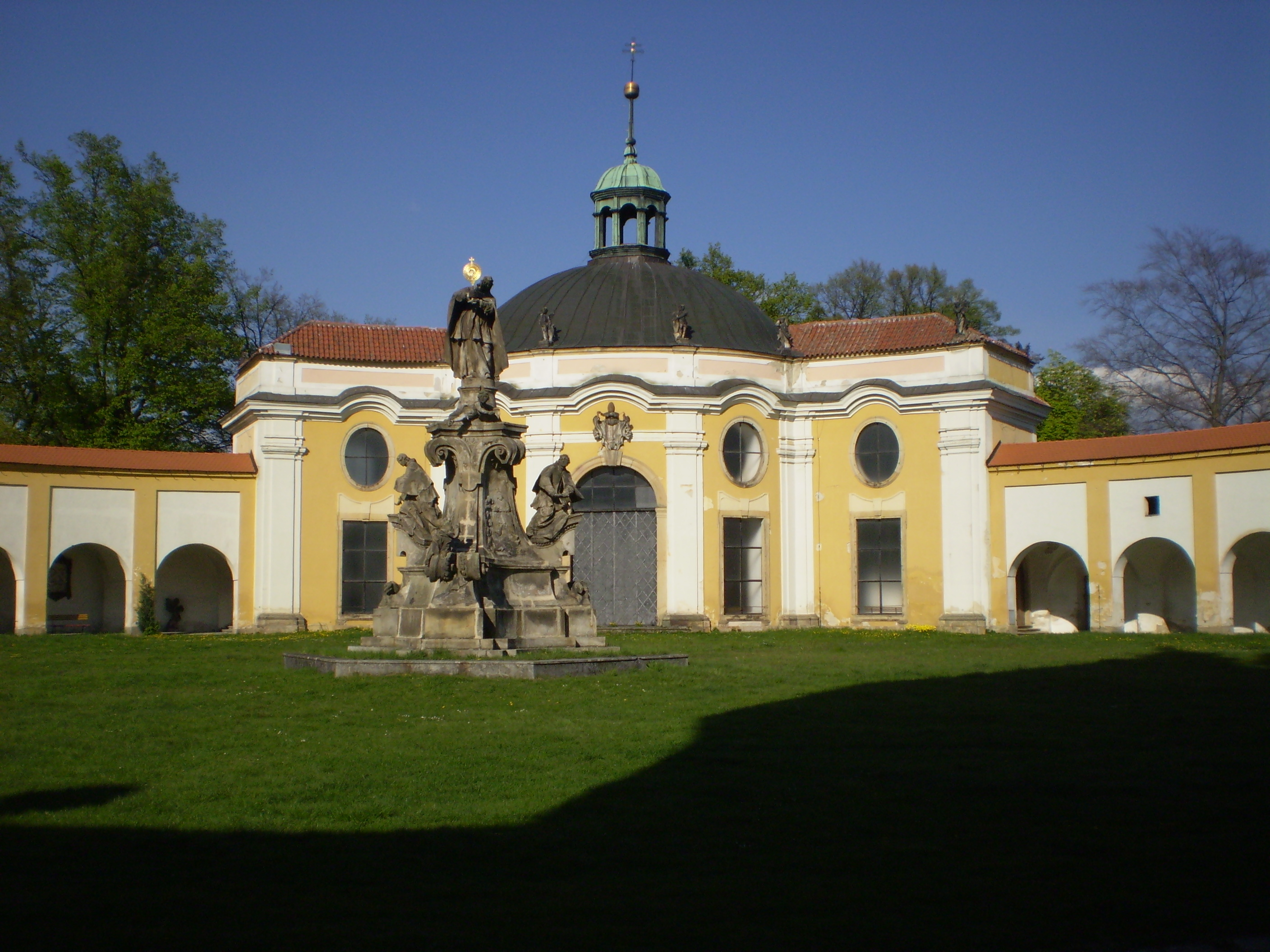
ambit s kaplí Jména Panny Marie a sousoším sv. Norberta

Na nejvýchodnější straně areálu byla do ambitu vestavěna v roce 1718 kaple Jména Panny Marie, která tvoří dominantu nádvoří. Kaple má oválný půdorys, z něhož vybíhají po obou stranách křídla, navazující na obě části ambitu. Je zastřešena oválnou kopulí s lucernou zakončenou makovicí. Průčelí je orientováno do nádvoří, vstup je přes velká dvoukřídlá kovová vrata s půlkruhově zakončeným nadsvětlíkem. Po stranách jsou menší obdélné tepané dveře, nad kterými jsou oválná okna. Nad výraznou římsou je atika zdobená sochami andílků rozmístěnými nad pilastry průčelí. Strop kaple s kopulí je zdoben freskou s postavami za Starého a Nového zákona, které mají vztah k Panně Marii. Malba je připisována Janu Kryštofu Handkemu nebo Janu Michalu Fiséemu. Štuková výzdoba interiéru i plastiky izraelských králů Davida a Šalomouna jsou dílem Baltazara Fontany. V obou bočních křídlech kaple jsou oratoře, přístupné dřevěným točitým schodištěm. V kapli byli po roce 1780 pohřbívání kněží, jak je zřejmé z dochovaných náhrobních kamenů a desek.
Uprostřed nádvoří se nachází rozměrné sousoší sv. Norberta z roku 1753. Barokní dílo sochařů Josefa a Jana Winterhalderových má výšku cca 8,5 metru. Postava světce v nadživotní velikosti pozvedající zlacenou monstranci stojí na vrcholu širokého stupňovitého podstavce zdobeného reliéfy z jeho života, který má po stranách sochy dvou klečících premonstrátských mučedníků. 

## Fotogalerie

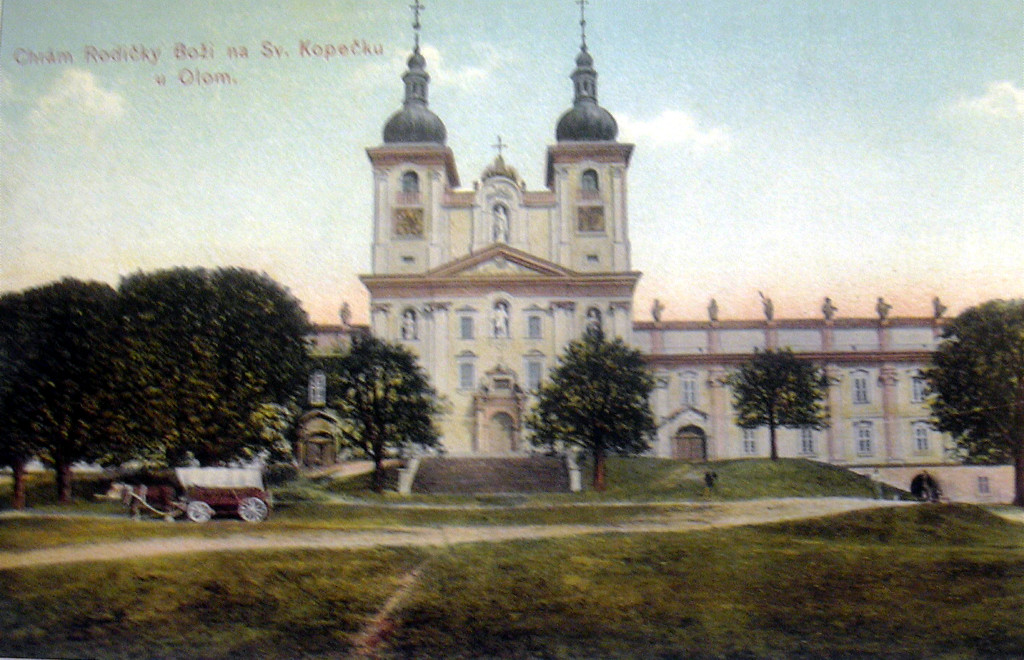
Kostel Navštívení Panny Marie v roce 1911
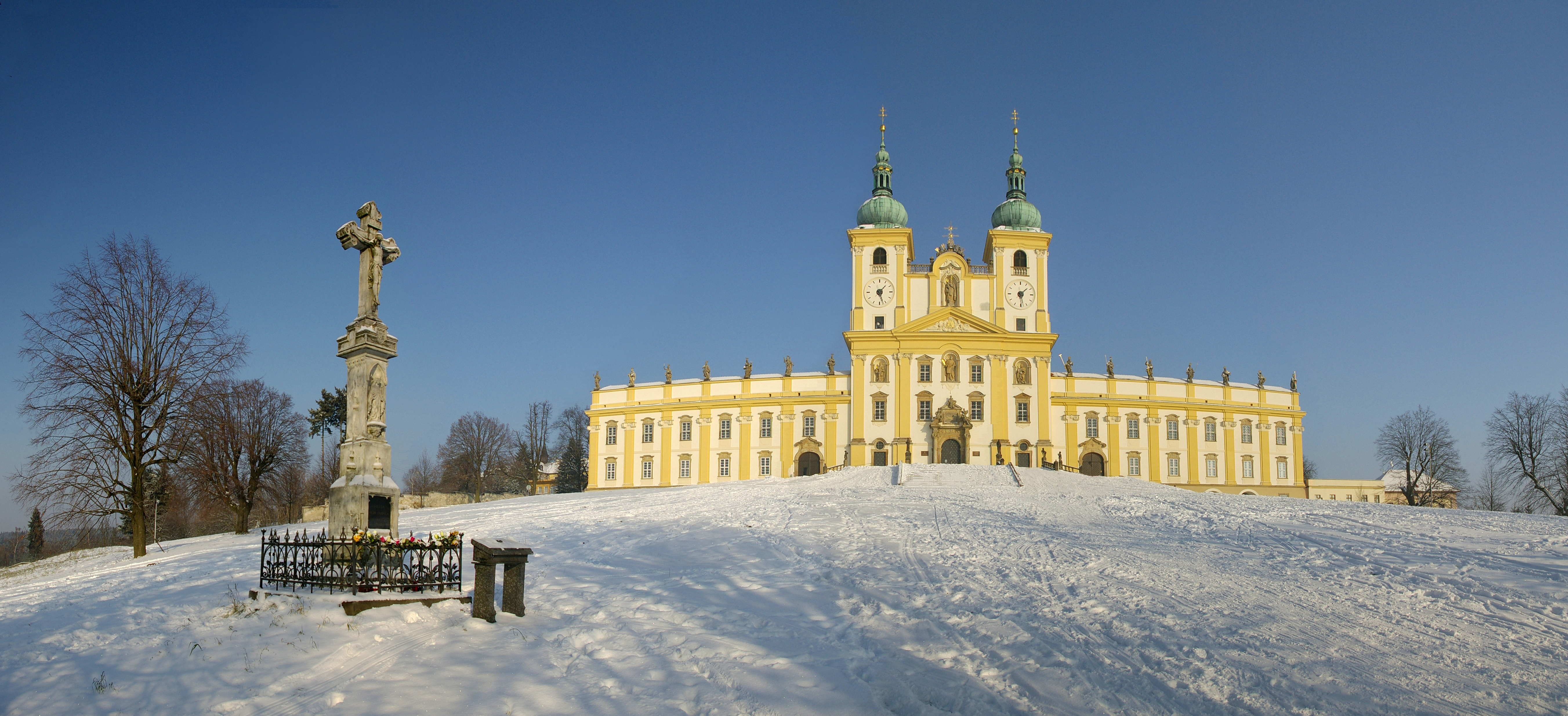
Bazilika Navštívení Panny Marie v zimě
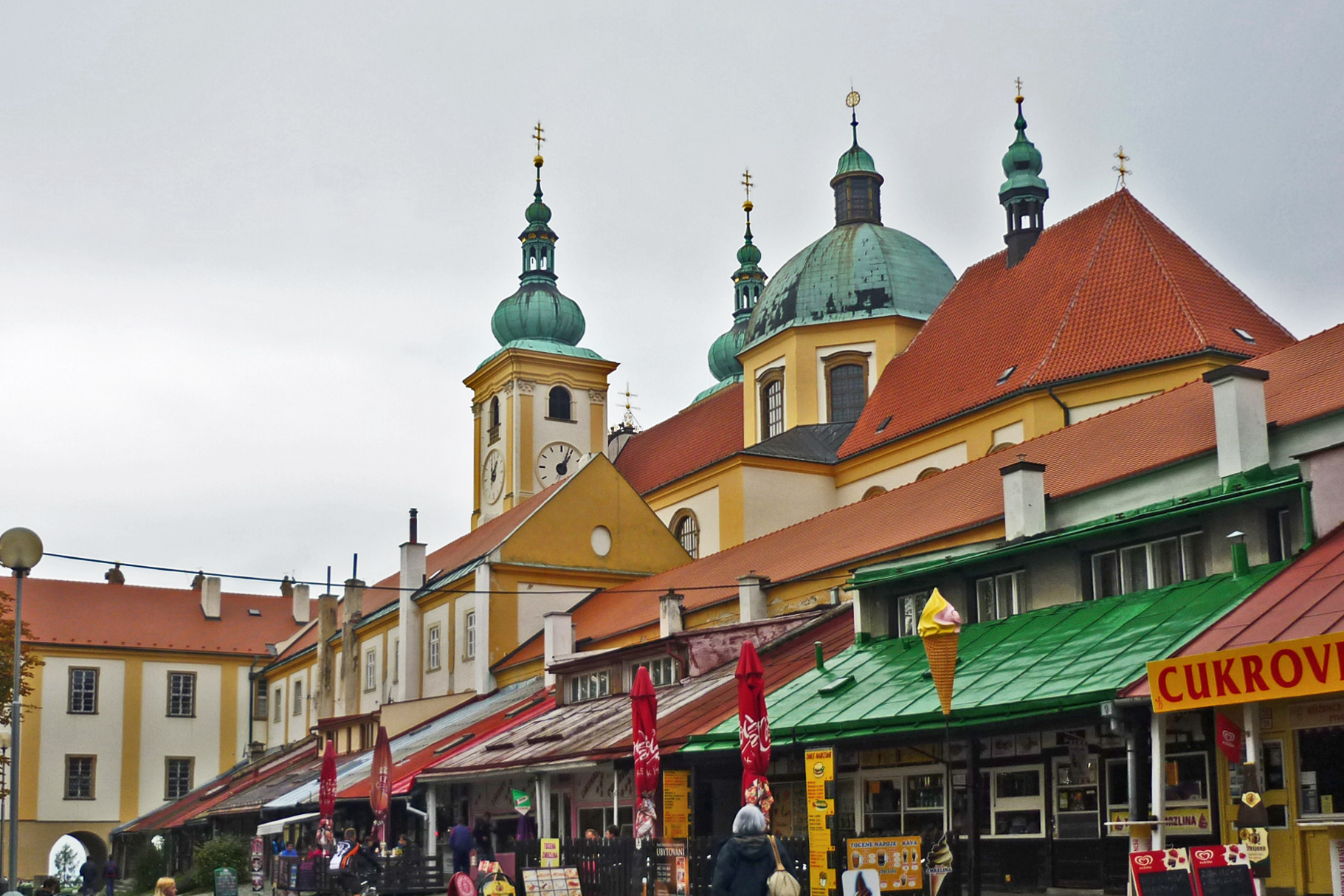
pohled od Sadového náměstí na jižní stranu baziliky s kupeckými krámky
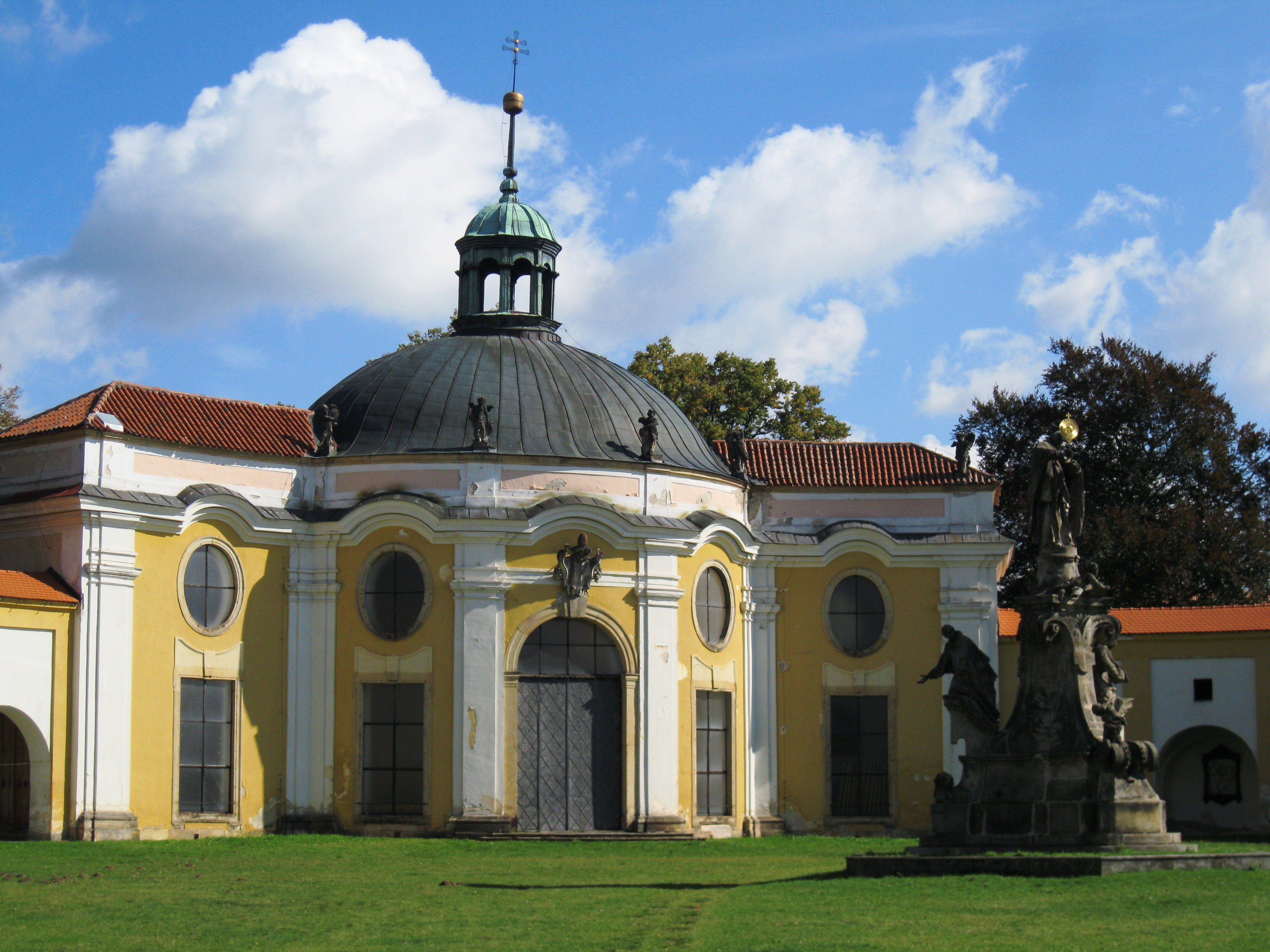
Kaple Jména Panny Marie v ambitu
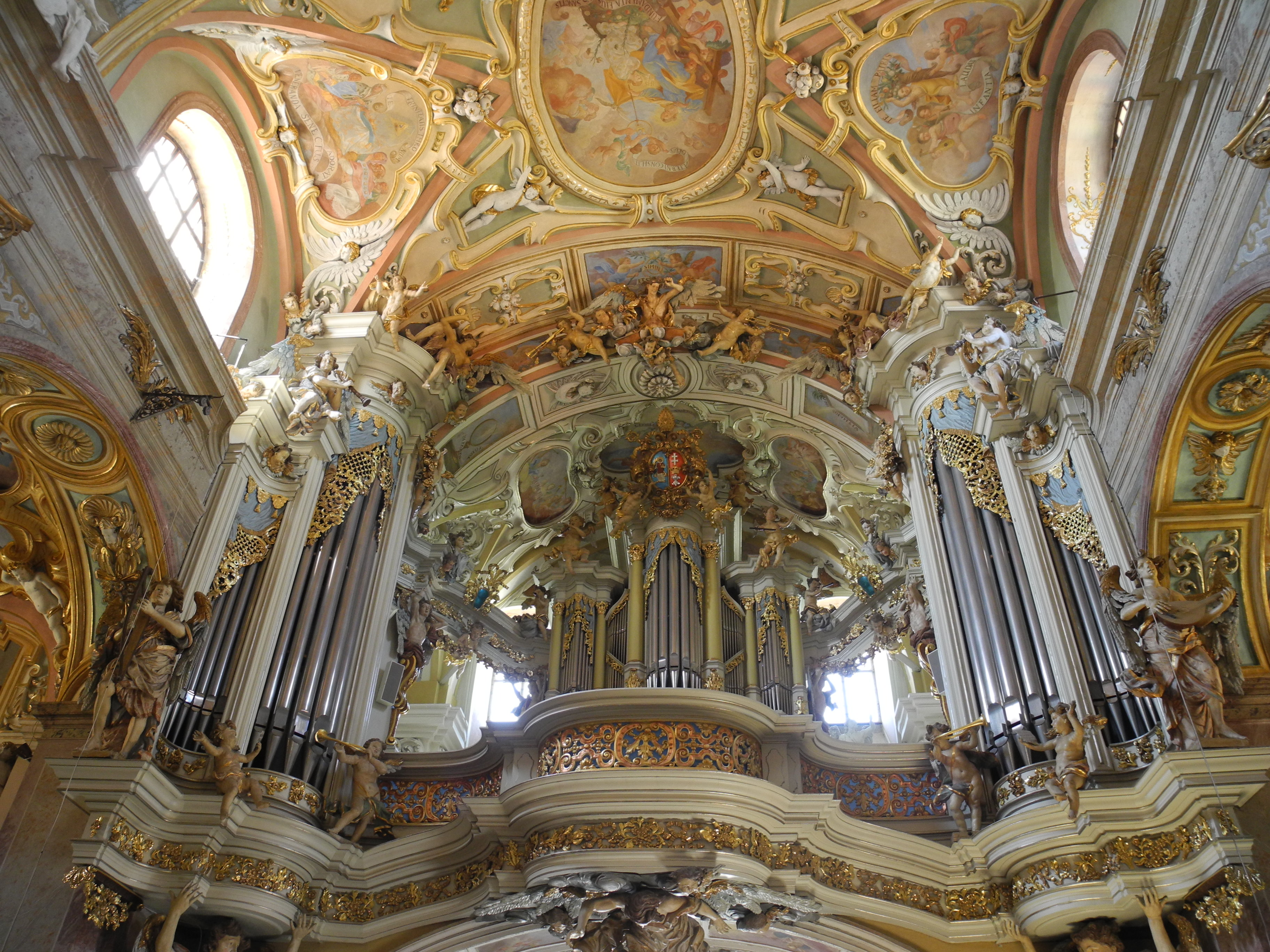
Kruchta s varhanami
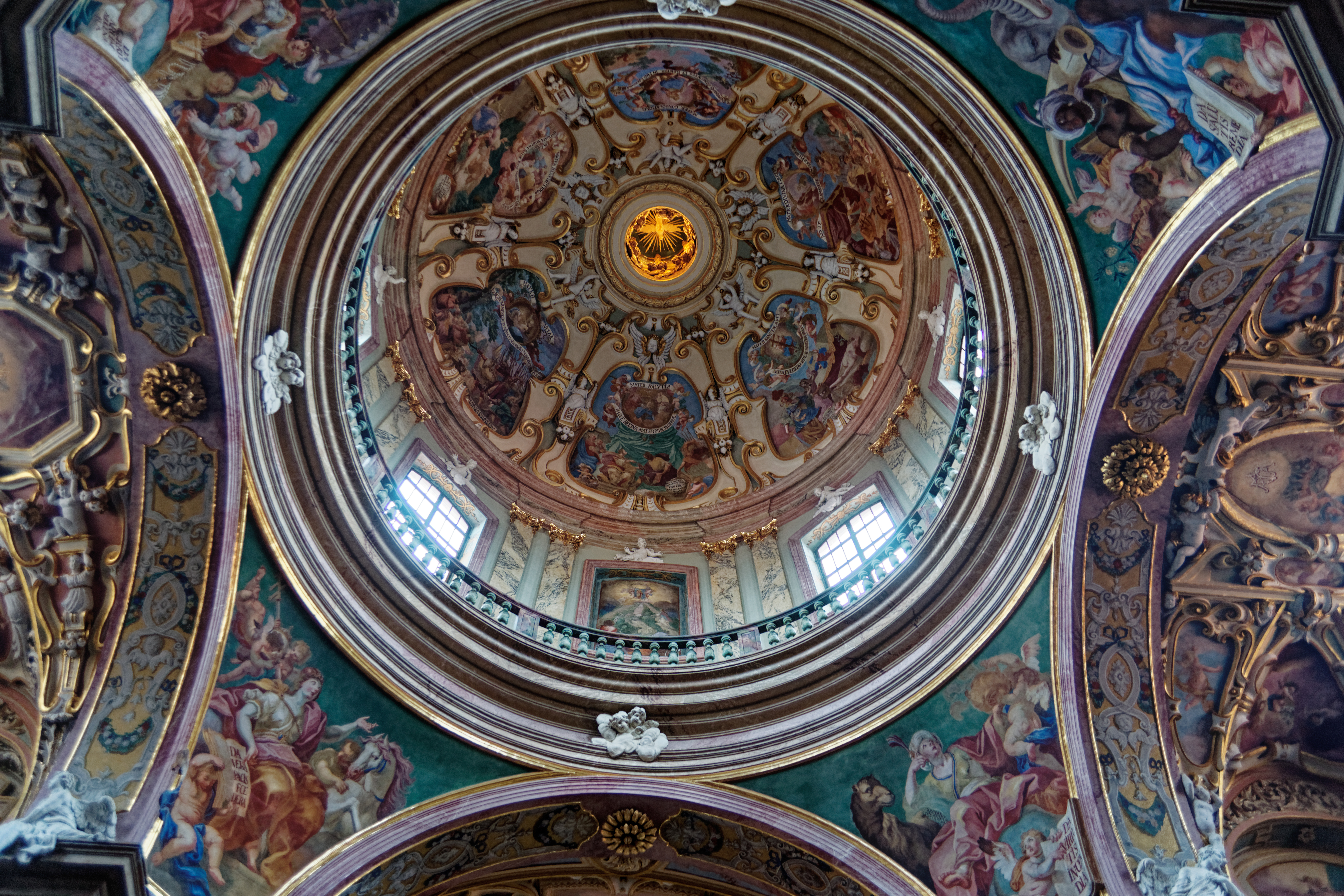
pohled do kupole baziliky
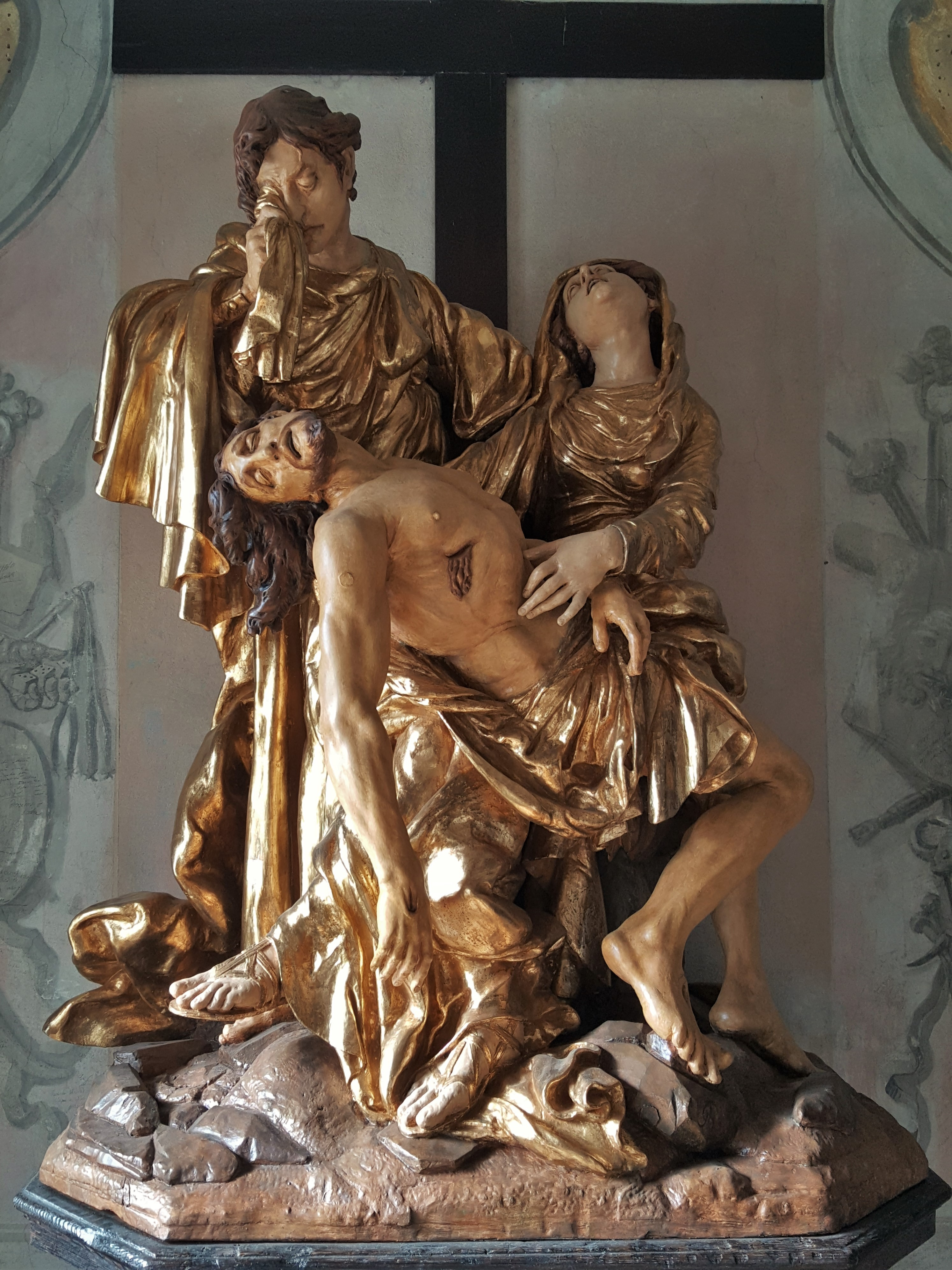
Jiří Antonín Heinz: Pieta (nad svatými schody)